# Pielinen

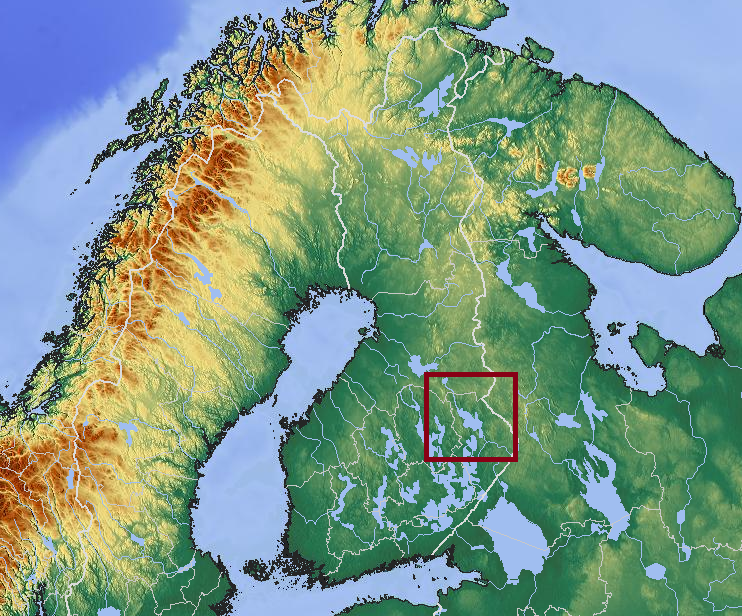
Locatie van Pielinen

Pielinen is het op drie na grootste meer in de Finse provincie Noord-Karelië. Het heeft een stroomgebied van 12.823 km² dat doorloopt tot in Rusland. 
Het meer is 120 km lang en de grootste breedte bedraagt 40 km. De maximum diepte is 60 m. Er liggen verschillende eilanden in het meer; de grootste zijn Paalasmaa (27.2 km²), Kynsisaari (13.7 km²) en Porosaari (10.4 km²). Via de rivier Pielis watert het meer af in het Saimaameer.
Het meer ontstond tijdens de postglaciale opheffing toen het omringende land werd opgetild. Zoals de meeste Finse meren is het water erg donker door de aanwezigheid van veel aangevoerd organisch materiaal. Het grootste deel van het meer is mesotroof, hoewel er enkele eutrofe zones zijn.
Aan de westelijke oever ligt het Nationaal park Koli. Tevens liggen de dorpskernen van Lieksa en Nurmes aan het meer.
In de winter loopt er een 7 km lange ijsweg tussen Koli en Vuonislahti die de afstand tussen de dorpen met 60 kilometer inkort.